# Рендински пролом
Рендинският пролом (на гръцки: Στενά της Ρεντίνας) е красив пролом в Егейска Македония, Северна Гърция, наричан също Македонска Темпейска долина или Долината на клефтите (на гръцки: Μακεδονικά Τέμπη, Κοιλάδα των κλεφτών). Започва на запад от село Рендина, близо до Бешичкото езеро и завършва в Струмския залив.
Образуваното ждрело се пресича от малката река Рендина, която отвежда преливащите води на Бешичкото езеро в Струмския залив. Рендинската река влиза в пролома между планината Сугляни на юг и Псили Рахи (341 m), южно разклонение на Орсовата планина, на север. Рендинският пролом е важно местообитание за хищни птици и междинна спирка за мигриращи видове птици. На хълма на теснините се намира Рендинската крепост, а на входа на теснините е историческата църква „Света Марина“.
В пролома, наричан в Античността Авлона, е имало римска станция на пътя Виа Егнация, която се нарича Mutatio Peripidis (тоест Еврипидис) и дължи името си на гробницата на Еврипид, който е погребан в местността. Според гръцки източници името Рендина възхожда към Еврипид. Според някои от съвременните изследователи поставят станцията на западния вход на пролома, а според други – на източния. Първата хипотеза е по-вероятна, тъй като е в съответствие с текста на античен източник, който дава разстояние от десет римски мили (14,5 км) до следващата станция Пенана, открита близо до Аспровалта.